# Georg Schulze-Büttger
Georg Schulze-Büttger (* 5. Oktober 1904 in Posen; † 13. Oktober 1944 in Berlin-Plötzensee) war ein deutscher Berufsoffizier und Widerstandskämpfer des 20. Juli 1944.

## Leben
Georg Schulze-Büttger kam als Siebenjähriger zusammen mit seiner Schwester und seiner Mutter nach Hildesheim, wo seine Großmutter wohnte. Sein Vater, ein Offizier, war früh gestorben. Er besuchte das dortige Gymnasium Andreanum und legte dort 1922 das Abitur ab. Anschließend trat er in Goslar in das 17. (Preuß.-Braunschw.) Infanterie-Regiment der Reichswehr ein. In den Folgejahren qualifizierte er sich zum Generalstabsoffizier. Ab 1935 war er in Berlin Adjutant bei Generaloberst Ludwig Beck, dem Generalstabschef des Heeres. Durch diesen fand er Kontakte zu regimekritischen Kreisen. Über die Novemberpogrome von 1938 hat er seiner Frau gesagt: „Diesen Tag werden wir noch einmal bitter bereuen“.
Nach dem Rücktritt Becks im August 1938 wurde er Kompaniechef im Infanterieregiment 74 in Hameln und später Erster Generalstabsoffizier (Ia) der im August 1939 in Hildesheim aufgestellten 71. Infanterie-Division. Mit ihr zog er in den Zweiten Weltkrieg. Von August 1940 an war er Ia des XXXVIII. Armeekorps. Mit diesem nahm er am Feldzug gegen die Sowjetunion teil. Im Dezember 1941 wurde er in den Generalstab der Heeresgruppe Mitte versetzt und zählte dort zu den engen Vertrauten von Generalmajor Henning von Tresckow, der zusammen mit Oberst i. G. Claus Schenk Graf von Stauffenberg der Kopf des militärischen Widerstands gegen Hitler war. Bei Smolensk erprobten Tresckow und Schulze-Büttger verschiedenste Sprengstoffe für ein Attentat. Im Februar 1943 wurde Schulze-Büttger auf Vermittlung Tresckows  zum Ia der Heeresgruppe Süd unter Führung von Generalfeldmarschall Erich von Manstein ernannt. Im Juli 1944 wurde Schulze-Büttger Chef des Generalstabs der 4. Panzerarmee.
Nach dem gescheiterten Attentat vom 20. Juli 1944 wurde er aufgrund seiner Mitwisserschaft am 20. August an der Front verhaftet. Am 14. September 1944 wurde Oberst i. G. Schulze-Büttger durch den Ehrenhof aus der Wehrmacht unehrenhaft ausgestoßen, so dass das Reichskriegsgericht für die Aburteilung nicht mehr zuständig war. Am 13. Oktober 1944 fand die  Verhandlung vor dem Volksgerichtshof unter dessen Präsidenten Roland Freisler statt. Am selben Tage wurde Georg Schulze-Büttger zum Tode verurteilt und in Plötzensee erhängt.
Georg Schulze-Büttger war verheiratet und hatte eine Tochter und zwei Söhne. Beide Söhne, Georg und Jobst Schulze-Büttger, waren Offiziere der Bundeswehr.

## Ehrung
- In Hildesheim ist seit dem Jahr 1981 nach ihm in der Siedlung Bockfeld im Stadtteil Moritzberg der Schulze-Büttger-Weg benannt.
- Im Hildesheimer Rathaus trägt ein Sitzungsraum seinen Namen.
- Auf dem Lambertifriedhof befindet sich das Familiengrab, auf dem eine Grabsteininschrift an ihn erinnert.
- Im Kriegstotengedenkbuch, das im Gymnasium Andreanum ausliegt, sind seine Lebensdaten eingetragen.

## Auszeichnungen
- Eisernes Kreuz (1941) II. und I. Klasse
- Deutsches Kreuz in Gold